# Гуриев, Сергей Маратович
Серге́й Мара́тович Гури́ев (осет. Гуыриаты Мараты фырт Сергей; род. 21 октября 1971, Орджоникидзе, Северо-Осетинская АССР, РСФСР, СССР) — российский учёный-экономист. Доктор экономических наук, кандидат физико-математических наук, профессор. Декан Лондонской школы бизнеса с 5 августа 2024 года.
Ректор Российской экономической школы (2004—2013). Главный экономист Европейского банка реконструкции и развития (2015—2019). Президент Центра экономических и финансовых исследований и разработок РЭШ (2005—2013). Провост Парижского института политических исследований Sсiences Po (2022—2024).
С 2013 года, после эмиграции во Францию — профессор экономики парижского Института политических исследований (Sciences Po). Свободно говорит и преподаёт на английском языке. Область научных интересов — политическая экономия, теория контрактов, экономика труда и экономика развития.

## Биография

### В России
Родился 21 октября 1971 в городе Орджоникидзе. По национальности — осетин, но не владеет осетинским языком.
Его отец Марат Гуриев (род. 1945) — доктор технических наук, профессор — один из крупнейших советских и российских специалистов по информационным технологиям (занимался развитием информационных технологий в Администрации Президента, ныне Президент Союза операторов Интернет).
В возрасте пяти лет Сергей Гуриев переехал с семьёй в Киев, где впоследствии окончил киевскую физматшколу № 145.
В 1988 году поступил в Московский физико-технический институт на Факультет управления и прикладной математики и переехал с родителями в Москву. В 1993 окончил с отличием МФТИ.
В 1994 году защитил кандидатскую диссертацию на тему «Некоторые математические модели формирования инвестиций и сбережений» по научной специальности 05.13.18 — Математическое моделирование, численные методы и комплексы программ. Получил учёную степень кандидата физико-математических наук.
В 1997—1998 годах стажировался на экономическом факультете Массачусетского технологического института.
С 1998 года работал в Российской экономической школе. 15 октября 2004 года назначен её ректором.
В 2001 году защитил докторскую диссертацию по теме «Неденежные формы расчёта в российской экономике: математические модели и методы анализа» по научной специальности 08.00.13 — Математические и инструментальные методы экономики (экономические науки).
В качестве приглашённого профессора преподавал на экономическом факультете Принстонского университета в 2003—2004 академическом году. Является научным сотрудником Центра по исследованиям в области экономической политики Centre for Economic Policy Research (Лондон) и соредактором журнала Economics of Transition (Лондон).
Входил в первую сотню кадрового резерва президента России Дмитрия Анатольевича Медведева.
В 2010 году соведущий программы «Послезавтра» на радиостанции «Эхо Москвы».
В 2012 году по поручению действующего президента Российской Федерации Дмитрия Медведева участвовал в подготовке доклада группы экспертов, возглавляемой Тамарой Морщаковой, о втором уголовном деле Михаила Ходорковского и Платона Лебедева. Общий вывод доклада шести независимых экспертов ставил под сомнение доказанность вины бизнесменов, законность и справедливость вынесенного им сурового приговора. В 2012—2013 годах Гуриев неоднократно выступал с публичной критикой экономической политики правительства России, вместе с тем он участвовал в подготовке текстов ряда выступлений председателя правительства Д. Медведева.
В феврале и апреле 2013 года Гуриев в рамках «второго дела ЮКОСа» трижды побывал на допросах в качестве свидетеля в Следственном комитете Российской Федерации общей продолжительностью 10 часов. Следствие подозревало, что за подготовку выгодных результатов доклада по делу Ходорковского — Лебедева бывшие сотрудники ЮКОСа материально стимулировали экспертов. Гуриев эту информацию категорически отрицает, заявляя, что не получал никаких средств от представителей ЮКОСа.
В апреле 2013 года у Гуриева с санкции судьи Басманного суда Ирины Скуридиной прошёл обыск, была изъята переписка за несколько лет.
30 апреля 2013 года Гуриев вылетел из Шереметьево в Париж, но факт его эмиграции стал достоянием общественности только 28 мая. В октябре 2015 года президент Путин охарактеризовал отъезд Гуриева из России как бегство, но заявил, что российская сторона будет рада его возвращению.

### В эмиграции
28 мая 2013 года Гуриев подал в отставку с поста ректора РЭШ и пояснил, что находится в отпуске в Париже.
30 мая 2013 года совет директоров РЭШ удовлетворил заявление об отставке. Тем не менее, Гуриев сохранил профессорскую должность в РЭШ.
6 июня 2013 года, поясняя свой отъезд во Францию в интервью газете The New York Times, Гуриев сообщил журналистам об ощущении «субъективной неприязни» со стороны властей в России, о том, что после многочасовых допросов начал беспокоиться о возможном привлечении его по делу в качестве подозреваемого, о тревожных перспективах изъятия загранпаспорта и ограничения права передвижения, предстоящей разлуки с семьёй. Гуриев объявил, что не хочет жить в страхе, поэтому не вернётся в Россию, «пока есть хотя бы мизерный шанс потерять свободу».
В декабре 2013 года в интервью «Новой газете» Гуриев признал, что даже если бы он не эмигрировал, а остался ректором, то всё равно был уже не в состоянии помочь РЭШ. «Даже если бы меня не посадили, работать как раньше, я не смог бы. Люди смотрят на человека, которого таскают на допросы по делу ЮКОСа, как на зачумлённого. Поэтому разделить мои проблемы и проблемы Школы было необходимым решением в любом случае». Гуриев приветствовал назначение ректором РЭШ Симеона Дянкова и оценил его как уникального специалиста.
Быть публичным интеллектуалом в России, по мнению учёного — небезопасно, поэтому возвращаться в Россию Гуриев не планирует.
31 мая набрал наибольшее число голосов на выборах в наблюдательный совет Сбербанка, значительно опередив по результатам голосования председателя правления банка Германа Грефа.
С 2013 года живёт во Франции в эмиграции. Занимает должность штатного профессора (tenured professor) экономики парижской Школы политических наук Sciences Po. Занимается научными исследованиями, преподаёт три часа в неделю (72 часа в год), читает студентам микроэкономику и политэкономику.
Находясь в эмиграции, Гуриев продолжает оставаться в статусе свидетеля по первому делу ЮКОСа № 18-41/03, открытому в 2003 году и по состоянию на конец декабря 2013 года не закрытому; каждые три месяца уголовное дело продлевается компетентными органами, с которыми Гуриев вынужден поддерживать процессуальное общение по переписке. По состоянию на 2015 год расследование дел, связанных с ЮКОСом, в России не приостанавливалось, однако и допросы следственными органами не проводились.
Уже проживая и работая в Париже, Гуриев находился под наблюдением российских спецслужб.
1 октября 2015 года президент РФ В. Путин на заседании Совета по правам человека объявил, что у российских властей нет претензий к Гуриеву, он может безбоязненно и невозбранно вернуться в Россию, чему на родине будут только рады.
В октябре 2015 года стало известно, что Гуриев является кандидатом на пост главного экономиста Европейского банка реконструкции и развития (ЕБРР), при этом официально Россия не имела отношения к его выдвижению. 3 октября назначен на эту должность. Начал работу с лета 2016 года.
В ноябре 2016 года впервые за три года, уже в качестве главного экономиста ЕБРР, Гуриев посетил Россию. В первом интервью на российской земле международный чиновник отметил — «это очень важная для нас страна», выразил беспокойство ростом бедности в России и прогнозировал, что ничего супертехнологичного государству, находящемуся в изоляции из-за санкций, создать не удастся.
В сентябре 2018 года на конференции Russian Economic Challenge 2018 коснулся проблем неравенства в мире и России.
С февраля 2022 года является участником Антивоенного комитета России. В марте 2022 года вместе с Борисом Акуниным и Михаилом Барышниковым запустил благотворительный проект «Настоящая Россия» (True Russia), направленный на сбор средств в пользу украинских беженцев.
7 июля 2022 года стало известно о скором назначении Гуриева на должность провоста (проректора) французского института Sciences Po. Он вступил в должность 15 июля 2022 года. Его полномочия истекли 15 июля 2024 года.
10 марта 2023 Минюст РФ признал Гуриева «иностранным агентом».
5 августа 2024 года вступил в должность декана Лондонской школы бизнеса.

## Семья
Жена — Екатерина Журавская (р. 1972), профессор экономики Парижской школы экономики. В семье двое детей.

## Общественная деятельность

### Экспертное консультирование
Член Совета при Президенте Российской Федерации по науке, технологиям и образованию (16 сентября 2008 — 28 июля 2012). С 20 сентября 2010 года — член Комиссии при Президенте Российской Федерации по реализации приоритетных национальных проектов и демографической политике.
Член Совета по грантам Правительства Российской Федерации для государственной поддержки научных исследований, проводимых под руководством ведущих учёных в российских образовательных учреждениях высшего профессионального образования (с 9 апреля 2010 года).
Является членом Научного совета исследовательского института BRUEGEL (Брюссель, Бельгия) и Консультативного комитета Института международной экономики имени Петерсона. В июне 2010 года избран в совет общественного движения «ЗаМодернизацию.ру». С 2012 года и до отъезда из России являлся членом Открытого правительства Дмитрия Медведева.
Гуриев участвовал в разработке программы Партии прогресса Алексея Навального и программы Демократической коалиции, в состав которой входила эта партия.

### Работа в советах директоров
Независимый член нескольких наблюдательных советов в акционерных обществах и фондах: Наблюдательного совета ОАО «Сбербанк России» (2008—2014), Наблюдательного совета ОАО «Россельхозбанк» (2008—2009), Наблюдательного совета Агентства по ипотечному жилищному кредитованию (АИЖК) (2008—2012), общественного Совета Фонда «Династия» (2007—2015), Совета директоров ОАО «АльфаСтрахование» (2009—2013) и Совета директоров ОАО «Российская венчурная компания» (2009—2013), Совета директоров ОАО «ЭОН Россия» (2013—2014).

### Публицистика
В газете «Ведомости» Гуриев вёл с 2003 года регулярную колонку (с 2008 года — совместно с Олегом Цывинским); а с 2007 года — колонку в российской версии журнала «Форбс». Публиковался также в изданиях The New York Times, Financial Times, Washington Post, Moscow Times, проекте Project Syndicate, журналах «Эксперт», «Огонёк», «Русский Фокус». После событий на Манежной площади написал колонку с названием «Долой Россию для русских», и участвовал в митинге «Россия для всех».

### Прочее
В июне 2015 года стал единственным гражданином России, приглашённым на ежегодное заседание Бильдербергского клуба.

## Оценки
Экономист Андерс Ослунд в статье для Foreign Policy утверждает, что знает Гуриева уже 20 лет и считает его «действительно выдающейся личностью», одним из лучших российских экономистов, который «имеет внушительный послужной список научных публикаций в международных журналах». Он также считает, что именно благодаря Гуриеву Российская экономическая школа смогла преподавать лучшее экономическое образование «не только в России, но и на европейском континенте». Касательно его эмиграции Ослунд выдвигает версии, связанные с близостью Гуриева к премьер-министру Медведеву и «поддерживаемые им тесные личные связи с оппозиционным политиком Алексеем Навальным».
Политолог и философ Борис Межуев в газете «Известия» пишет о том, что «Сергей Гуриев, конечно, больше чем экономист, я даже думаю, что он был и не экономистом в точном смысле слова — он был создателем академического лобби экономистов», имея в виду РЭШ, которая по его мнению могла «гордиться большим индексом цитирования в англо-саксонских научных изданиях, прекрасными связями в академических кругах Запада и признанием на мировом уровне своих теоретических трудов». Связывая произошедшее с Гуриевым в связи с его политическим статусом, как одного «из ключевых представителей … либерального экономического истеблишмента», которые в 2012 году выступили с открытой поддержкой «либеральной фронды», он считает его опалу следствием ставки «на один феодальный клан против королевского двора».
В ноябре 2023 года в СМИ и соцсетях появилась информация о том, что Сергей Гуриев, а также Сергей Алексашенко и другие эксперты участвовали в разработке санкций, направленных против обычных россиян, а не против Владимира Путина и его окружения. Сам экономист многократно опровергал данную информацию.

## Научная деятельность

### Научные труды
Работал в области исследований по различным аспектам теории контрактов, защиты прав интеллектуальной собственности, корпоративного управления, трудовой мобильности, экономической теории политики, экономики развития и переходного периода, а также новой институциональной экономики, публикуя статьи в международных реферируемых журналах.
В своих собственных трудах рассматривал вопросы относительно аксиоматической теории полезности, инвестиций, коррупции и бюрократии. Также с зарубежными и российским коллегами проводил исследования по российской бартерной экономике, миграции и роли олигархов в становлении российского капитализма. В области экономики развития был одним из авторов, исследовавших структурные изменения в Советской России при Сталине, сравнивая их с макроэкономическим прогрессом Японии после Второй Мировой и трендами в экономике царской России. С Константином Сониным писал теоретические работы про свободу масс-медиа, уровень демократии, взаимосвязь диктатуры и олигархии в странах с неустойчивой экономикой.
На момент середины 2024 года, индекс Хирша по версии РИНЦ — 29, по версии RePEc — 23, по версии Google Scholar — 55, по версии Scopus — 23.

### Преподавание
В РЭШ Гуриев преподавал курсы «Теория контрактов», «Микроэкономика» (различные блоки), «Экономика развития» (англ. Development economics) — на магистерской программе по экономике. В рамках программы магистратуры по финансам читал курс «Экономика стратегии» (англ. Economics of Strategy).

### Административная работа
- 1998—2002 годы — директор Центра дополнительного профессионального образования РЭШ;
- 2002—2004 годы — проректор по развитию РЭШ;
- 2004—2013 годы — ректор РЭШ;
- 2005—2013 годы — президент Центра экономических и финансовых исследований и разработок РЭШ.

## Награды и премии
- 2012 год — Благодарность Президента Российской Федерации — за активное участие в работе по подготовке предложений по формированию в Российской Федерации системы «Открытое правительство»[70]

### Научные премии
- 2000 год — Золотая медаль Глобальной сети развития[англ.] (за лучшую исследовательскую работу по институциональной экономике)
- 2005 год — Золотая медаль Глобальной сети развития (за лучшую работу по безопасности и миграции)

### Другие награды
- 2001 год — премия «Лучший менеджер Российской академии наук».
- 2006 год — включён Всемирным экономическим форумом (Давос) в число «Молодых глобальных лидеров».
- 2009 год — включён в первую сотню Кадрового резерва Президента Российской Федерации.
- 2012 год — лауреат Всероссийской премии финансистов «Репутация» 2012 года в номинации «Лучший независимый директор финансового рынка»[71].
- 2019 год — награждён Международной медалью за достижения в экономике им. В. В. Леонтьева за выдающиеся заслуги в развитии и преподавании экономической теории, активное содействие становлению гражданского общества и проведению экономических реформ в России[72][73].
- 2020 — член Европейской академии[74].
- 2022 — член Institut universitaire de France[англ.][75]

### Книги
- Автухович Э. В., Гуриев С. М., Оленёв Н. Н., Петров А. А., Поспелов И. Г., Шананин А. А., Чуканов С. В. Математическая модель экономики переходного периода. — М.: ВЦ РАН, 1999. — 144 с.
- Гуриев С. М. Мифы экономики: Заблуждения и стереотипы, которые распространяют СМИ и политики. — 2-е изд.. — М.: «Альпина Бизнес Букс», 2009. — 296 с. — ISBN 978-5-904522-07-0.
- Сергей Гуриев, Эндрю Качинс, Андерс Ослунд. Россия после кризиса. — М.: «Альпина Бизнес Букс», 2011. — 394 с. — ISBN 978-5-904522-72-8.
- Sergei Guriev, Daniel Treisman. Spin Dictators: The Changing Face of Tyranny in the 21st Century (англ.). — Princeton University Press, 2022. — 360 p. — ISBN 978-0-691-21141-1.
  - Сергей Гуриев и Даниел Трейсман[вд]. Диктаторы обмана: Новое лицо тирании в XXI веке = Spin Dictators: The Changing Face of Tyranny in the 21st Century / общее руководство изданием А. Чередниченко. — Фонд Бориса Немцова, 2023. — 640 с.

### Научные публикации
- Red tape and corruption // Journal of Development Economics, Volume 73, Issue 2, April 2004, Pages 489—504.[77]
- Бюрократия и коррупция // Журнал экономики развития, Том 73, Выпуск 2, Апрель 2004, Страницы 489—504.[77]
- Sergei Guriev and Andrei Rachinsky. The Role of Oligarchs in Russian Capitalism // Journal of Economic Perspectives, Volume 19, Number 1, Winter 2005, Pages 131—150.[78]
- Сергей Гуриев и Андрей Рачинский. Роль олигархов в российском капитализме // Журнал экономических перспектив, Том 19, Номер 1, Зима 2005, Страницы 131—150.[78]
- Guido Friebel and Sergei Guriev. Attaching Workers Through In-kind Payments: Theory and Evidence from Russia // World Bank Economic Review, Volume 19, Number 2 (2005), pp. 175–202 (28 pages).
- Привлечение работников за счет натуроплаты: Теория и Данные из России // Экономический обзор Всемирного банка, Том 19, Номер 2 (2005), стр. 175—202 (28 страниц).
- 2005 год — Contracting on time // The American Economic Review[англ.], December, 95 (5), pp. 1369–1385 (в соавт. с Д. Квасовым)[79].
- 2009 год — (Un)Happiness in Transition // Journal of Economic Perspectives, Spring, 23 (2), pp. 143–168 (в соавт. с Е. Журавской)[80].
- 2010 год — Zhuravskaya E., Guriev S., Why Russia is Not South Korea, Journal of International Affairs, vol. 63, № 2, pp. 125–139[81].
- 2019 год — Guriev S., Treisman D., Informational Autocrats, Journal of Economic Perspectives, vol. 33, № 4, pp. 100–127[82].
- 2020 год — Guriev S., Treisman D., A theory of informational autocracy, Journal of Public Economics, vol. 186, 104158[83].

### Статьи в СМИ
- Сергей Гуриев, Михаил Голосов, Олег Цывинский, Антон Черёмухин. Был ли нужен Сталин для экономического развития России? Republic

### Интервью
- «Экономика в болоте и не упадет с обрыва»: Сергей Гуриев об инфляции, пенсиях и коррупции (Youtube-канал «Русские норм!» — Елизаветы Осетинской; 13 мая 2019)
- Гуриев – пенсионная реформа, демедведизация, доллар (Youtube-канал «вДудь» — Юрия Дудя; 1 октября 2019)
- Интервью с Сергеем Гуриевым (Youtube-канал «Навальный LIVE»; 15 октября 2019)
- Гуриев, план Путина, будущее россиян (Youtube-канал «Настоящее Время»; 20 ноября 2019)
- Экономист Гуриев. Бегство во Францию, Путин, Навальный, Зеленский, Саакашвили. (Youtube-канал «В гостях у Гордона» — Дмитрия Гордона; 1 июня 2020)